# Halluzinogen
Als Halluzinogene werden psychotrope Substanzen bezeichnet, welche Veränderungen in Denken und Perzeption bewirken und somit eine stark veränderte Wahrnehmung der Realität hervorrufen können. Namensgebende Gemeinsamkeit halluzinogener Drogen ist, dass sie Halluzinationen hervorrufen können; Sinneswahrnehmungen, die nicht der Realität des Wachbewusstsein entsprechen, sondern von emotionalen Faktoren ausgelöst und beeinflusst werden. Es handelt sich hierbei jedoch nur um einen einzelnen Aspekt eines je nach Droge und Dosierung qualitativ sehr unterschiedlich veränderten Bewusstseinszustandes.
Den durch Halluzinogene ausgelösten Rauschzustand bezeichnet man umgangssprachlich auch als Trip, den negativen, angstbehafteten Rausch als Horrortrip.

## Kulturgeschichte

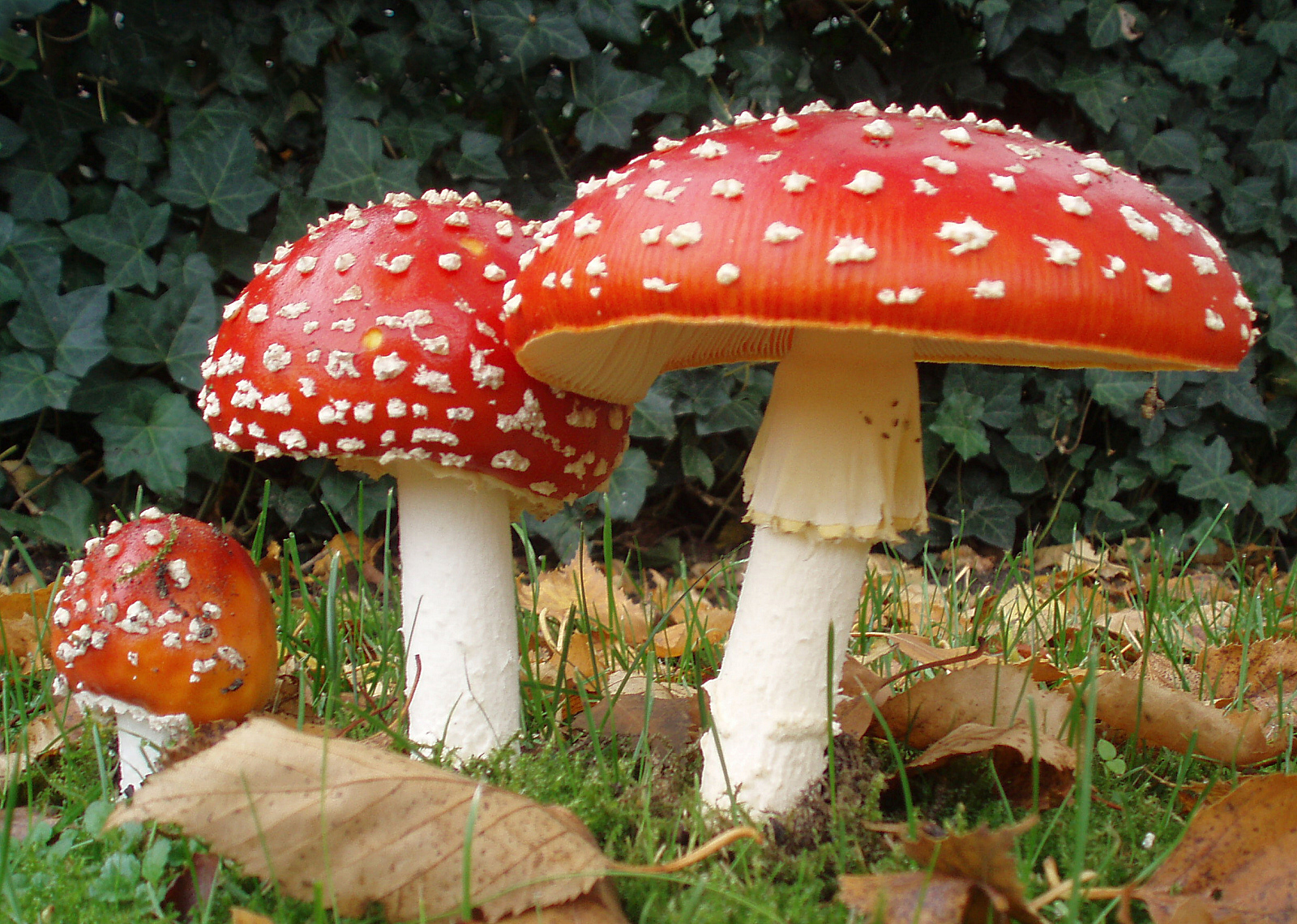
Fliegenpilz (Amanita muscaria)

Psilocybin

Salvinorin A

Die Praxis der Nutzung halluzinogener Substanzen zu medizinischen und religiösen Zwecken reicht vermutlich bis in die Anfänge der Menschheitsgeschichte zurück. So ist die kultische Verwendung des Fliegenpilzes und psilocybinhaltiger Pilze in mehreren Teilen der Welt vor 7000 Jahren belegt, und diese hat sich bis in die Gegenwart im Kontext des sibirischen und zentralamerikanischen Schamanismus erhalten. Die psychoaktiven Eigenschaften des Stechapfels waren bereits im alten Griechenland bekannt. Auch wurde in Mitteleuropa dem Bier bis in das 17. Jahrhundert oft Bilsenkraut zugegeben, um die Wirkung zu verstärken.
Bis heute existieren zahlreiche Gemeinschaften, in denen der geregelte Gebrauch halluzinogener Substanzen eine zentrale Rolle einnimmt, etwa die Santo-Daime-Kirche und die Native American Church. Doch auch Einzelpersonen nutzen privat Halluzinogene, um mit psychonautischen Mitteln die eigene Psyche zu erforschen oder spirituelle Zustände zu erfahren.

## Einteilung
Die Halluzinogene umfassen psychoaktive Vertreter der Psychedelika, Dissoziativa und Delirantia. Bekannte oder oft genutzte Substanzen bzw. Stoffgruppen sind:
- Psychedelika: LSD, Psilocybin (psilocybinhaltige Pilze), DMT (z. B. Ayahuasca), Mescalin (Peyote-Kaktus, San-Pedro-Kaktus), LSA (Hawaiianische Holzrose, Ololiuqui), sowie diverse halluzinogene Phenethylamine und Tryptamine
- Dissoziativa: Arylcyclohexylamine wie Ketamin, Phencyclidin (PCP) oder Methoxetamin; DXM, Salvinorin A (Wahrsagesalbei) und Lachgas
- Delirantia: Scopolamin (Bilsenkraut, Engelstrompeten, Stechapfel, Tollkirsche), Muscimol (Fliegenpilz, Pantherpilz) und Diphenhydramin

## Pharmakologie

### Abgrenzung
Andere Substanzen als die so bezeichneten Halluzinogene können in ähnlich schwerwiegender Weise Sinnestäuschungen oder veränderte Sinneswahrnehmungen hervorrufen wie diese. Dazu gehören Alkohol, Kohlendioxid, Kokain und selbst Tabak mit hoher Nikotinkonzentration. Bereits ein einzelner Konsum insbesondere von Psychedelika kann zu anhaltenden Veränderungen der Persönlichkeit führen oder auch das Risiko psychotischer Erkrankungen erhöhen.
Der durch Halluzinogene herbeigeführte Drogenrausch erstreckt sich abhängig von Droge und Dosierung in der Regel über mehrere Stunden, wobei die Phase größter Intensität (das Plateau) im Vergleich zur Gesamtdauer des Rausches relativ kurz ist.

### Psychedelika
Psychedelika entfalten ihre Effekte vorwiegend über agonistische Aktivität am 5-HT2A-Rezeptor sowie vermutlich auch am 5-HT2C-Rezeptor. Die Störung der Normalfunktion bestimmter Regelschleifen bewirkt hierbei eine Einschränkung der Filterfunktion des Thalamus; innere und äußere Reize sowie alle Arten von nicht bewussten Inhalten können in der Folge ungehindert in die Großhirnrinde aufsteigen und auf diesem Wege als Visionen im Bewusstsein erscheinen. Ferner kommt es zu einer Überaktivierung des Locus caeruleus und hierdurch zu großflächiger Noradrenalinausschüttung, was einen Zustand geistiger Transzendenz und z. T. sogar intensive spirituelle Erfahrungen bewirken kann. Drogen, die diesen als psychedelisch bezeichneten Zustand herbeiführen können, bezeichnet man auch als Entheogene, insbesondere, wenn sie traditionell genutzt werden.

### Dissoziativa
Die meisten dissoziativen Drogen fungieren primär als NMDA-Antagonisten und rufen auf diesem Wege durch Unterbrechung der normalen Integration von Bewusstseinsinhalten einen psychotomimetischen Zustand mit lebhaften Pseudohalluzinationen und außerkörperlichen Erfahrungen hervor. Auch werden nikotinische Acetylcholinrezeptoren blockiert, deren Einfluss auf die Psyche jedoch derzeit nicht bekannt ist. Viele Dissoziativa wirken dosisabhängig auch als Agonisten am σ1-Rezeptor, von dem angenommen wird, dass er unter anderem bei Schizophrenie und anderen Formen assoziativer Lockerung eine Rolle spielt. Durch den Konsum von Dissoziativa können Zustände auftreten, die von den Konsumenten als spirituelle und psychedelische Erfahrung aufgefasst werden. Einen Spezialfall stellt das Salvinorin A dar, welches primär am K-Opioid-Rezeptor bindet, wodurch die dissoziative Komponente schwächer ausgeprägt ist.

### Delirantia
Fast alle deliranten Drogen wirken durch Antagonismus an muskarinischen Acetylcholinrezeptoren anticholinerg und weisen in rauscherzeugenden Dosen entsprechende Wirkungen auf. Es kann zu Verwirrtheit, Unruhe, Amnesien und echten, nicht als solche erkannten, Halluzinationen kommen, wodurch im Rausch aufgrund von Phantomhandlungen eine hohe Unfallgefahr besteht. Es kommt nicht zu Zuständen, die von den Konsumenten als psychedelische Erfahrung aufgefasst werden. Das Muscimol aus dem Fliegenpilz wirkt im Gegensatz dazu nicht anticholinerg, sondern als Agonist an nikotinischen Acetylcholinrezeptoren sowie am GABAA-Rezeptor. Die Wirkung ähnelt dadurch in Teilen der des Alkohols, welcher ebenfalls delirante Zustände bewirken kann.